# Otto Kilian
Otto Kilian (* 27. November 1879 in Atzendorf; † Frühjahr 1945 im KZ Bergen-Belsen) war ein kommunistischer Politiker, Journalist und Schriftsteller.

## Leben
Der gelernte Schriftsetzer trat 1902 der SPD bei und wurde 1906 hauptamtlicher Funktionär. Ab 1907 arbeitete er als Redakteur für die sozialdemokratische Tageszeitungen Bergische Arbeiterstimme (Solingen), Kasseler Volksblatt und Volksblatt (Halle). Der Gegner des Krieges und der Burgfriedenspolitik der SPD wurde 1915 an die Front eingezogen und war bis 1918 Soldat. 1917 trat er der neu gegründeten USPD bei.
1918 kehrte Kilian nach der Novemberrevolution nach Halle zurück, wo der begabte Redner zum Vorsitzenden des Arbeiterrates gewählt wurde, weiterhin leitete er das Volksblatt, welches mit einem großen Teil der örtlichen SPD zur USPD übergegangen war und wurde in die preußische verfassunggebende Versammlung gewählt. Nach der Niederschlagung der Revolution durch die Freikorps wurde Kilian im März 1919 verhaftet und wenig später zu drei Jahren Haft verurteilt, aber bald amnestiert. 1920 gehörte er zum linken USPD-Flügel, welcher sich Ende des Jahres mit der KPD zusammenschloss. Seine Hafterfahrungen hatte er gleichzeitig in einem Gedichtband mit dem Titel Der singende Kerker literarisch bearbeitet.
1921 gehörte Kilian zu den Kritikern der Märzaktion, blieb aber anders als beispielsweise die beiden Parteivorsitzenden Paul Levi und Ernst Däumig in der Partei und wurde im gleichen Jahr für die KPD in den preußischen Landtag gewählt. Innerhalb der Partei zählte Kilian zum „linken“ Flügel um Arkadi Maslow und Ruth Fischer, nach deren Wahl zum Parteivorsitz betraute die Parteiführung Kilian mit dem Posten eines Agitprop-Sekretärs für den Bezirk Halle-Merseburg. Nach der Absetzung Fischers und Maslows nach einer Intervention Stalins zählte er, der 1924 erneut in den preußischen Landtag gewählt worden war, zur Opposition gegen die neue Führung um Ernst Thälmann.
Als führender Kopf der innerparteilichen Opposition im Raum Halle wurde Kilian im Sommer 1927 aus der Partei ausgeschlossen, wurde aber nach einer „Selbstkritik“ im November zunächst wieder aufgenommen. Im Januar 1928 verließ Kilian endgültig die KPD und war wenig später Mitbegründer des Leninbundes, den er im Bezirk Halle-Merseburg leitete. Bei der Spaltung des Leninbundes 1930 blieb Kilian zunächst auf der Seite der Mehrheit um Hugo Urbahns und in der Organisation, 1932 schloss sich der inzwischen nach Frankfurt gezogene Kilian der trotzkistischen Abspaltung Linke Opposition der KPD an.
1933 nach der Machtübernahme der NSDAP wurde Kilian verhaftet und die ganze NS-Zeit in verschiedenen Konzentrationslagern inhaftiert, kurz vor der Befreiung 1945 starb er im KZ Bergen-Belsen an Typhus.

## Gedenken

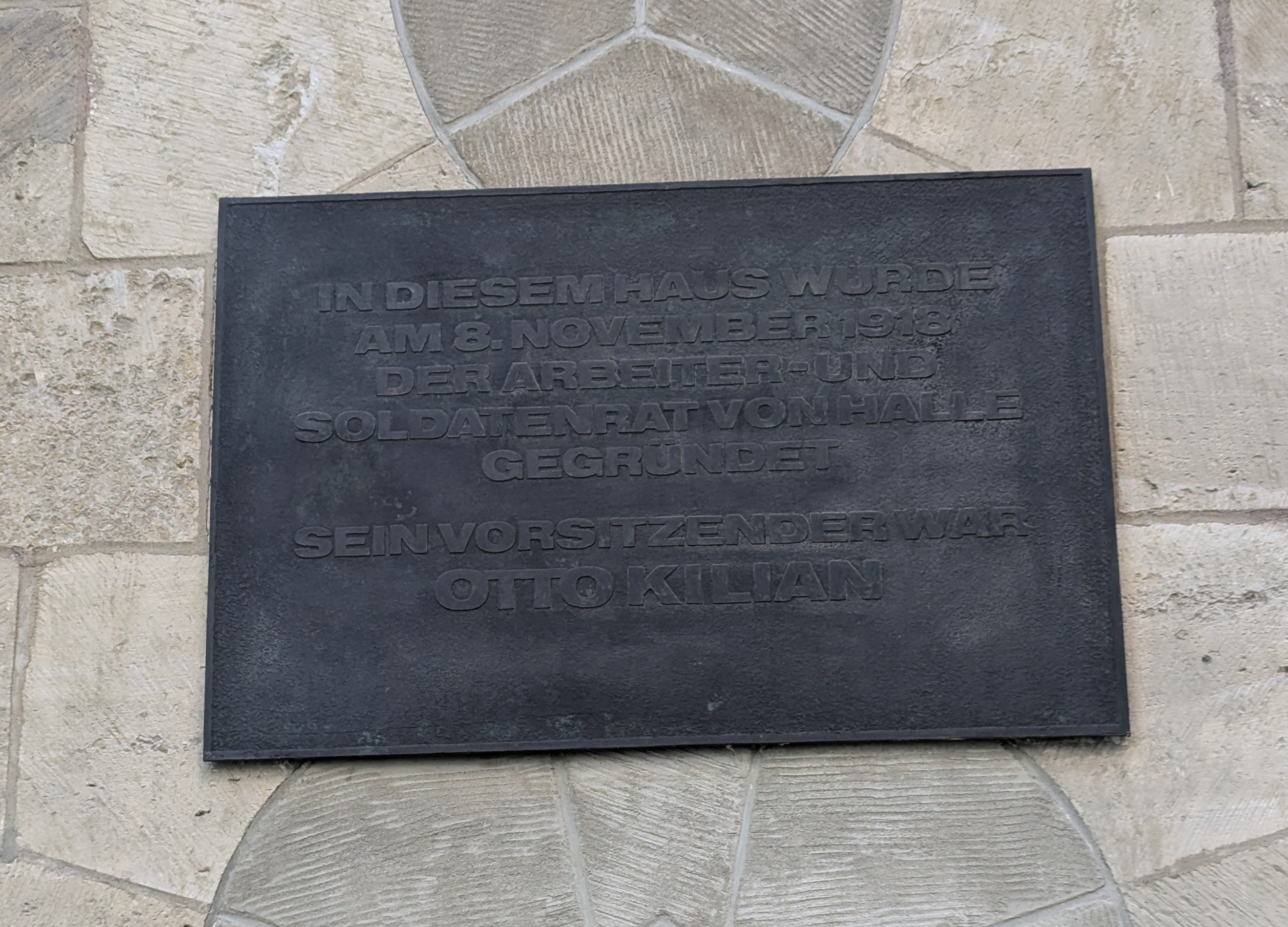
Gedenktafel für die Gründung des Arbeiter- und Soldatenrats in Halle

Am vom Studentenwerk Halle betriebenen Studentenwohnheim Harz in Halle (Saale) befindet sich außen eine Gedenktafel, die auf die in diesem Gebäude stattgefundene Wahl des Arbeiter- und Soldatenrats in der Stadt Halle nach dem Ende des Ersten Weltkriegs hinweist. Mit Hinblick auf dieses lokalgeschichtliche Ereignis im Rahmen der Novemberrevolution wird Kilian als gewählter Vorsitzender namentlich erwähnt.
Im Lutherviertel in Halle (Saale) ist eine Straße nach Otto Kilian benannt.

## Werke
- Das seltsame Erlebnis. Dichtungen aus der Gefängnishaft. Erster Teil: Der singende Kerker. Halle/Saale 1920.
- Die Enthüllungen zu den Märzkämpfen. Enthülltes und Verschwiegenes. Halle/Saale 1922.
- Der Weiße Schrecken in Mitteldeutschland. Die Wahrheit über die Märzkämpfe. Halle/Saale 1925.
- Warum die Kirschbäume in Mansfeld im Herbst blutrote Blätter haben. Bilder aus der Gesch. des Mansfelder Landes, in Verehrung seines tapferen roten Proletariats erzählt. Leipzig 1925.